# Gianluca Tonetti
Gianluca Tonetti (Erba, 21 aprile 1967 – Montesiro, 6 maggio 2023) è stato un ciclista su strada italiano, professionista dal 1989 al 1993 e poi nuovamente dal 1999 al 2005.

## Biografia
Noto come scalatore, fu ciclista dilettante dal 1986 al 1988, passando professionista nel 1989 con la Gewiss-Bianchi di Serge Parsani. Tornò ai dilettanti dal 1994 al 1998, prima di rientrare al professionismo per altre sette stagioni, dal 1999 al 2005.
Colse un solo successo nel panorama professionistico, nel 1990 al Trofeo dello Scalatore, corsa nella quale fu anche secondo nella classifica generale nel 2001. Conta due partecipazioni al Giro d'Italia e una alla Vuelta a España, e numerose partecipazioni alle più importanti corse in linea del panorama ciclistico professionistico italiano. Per quanto riguarda i piazzamenti nel 1999 salì sul podio del Giro d'Oro e del Gran Premio Industria e Artigianato, nel 2000 su quello del Giro del Veneto e nel 2001 ottenne il terzo posto alla Coppa Agostoni e la vittoria del Trittico Lombardo.
Come dilettante colse tre podi al Giro della Valle d'Aosta: fu infatti secondo nel 1987 dietro il francese Fabrice Philipot e nel 1988 dietro Enrico Zaina, e terzo nel 1996, anno in cui ottenne un successo di tappa. Vinse poi numerose prove per scalatori del calendario dilettantistico italiano, tra cui due edizioni della Bassano-Monte Grappa e due della Cronoscalata Gardone Val Trompia-Prati di Caregno, oltre a un Trofeo Internazionale Bastianelli.
Tonetti è morto il 6 maggio 2023 a causa di un infarto, nella sua casa a Montesiro.

## Palmarès
- 1984 (Juniores)

Classifica generale Giro della Lunigiana
- 1986 (Dilettanti)

Zanè-Monte Cengio
- 1987 (Dilettanti)

Bassano-Monte Grappa
Coppa Collecchio
- 1988 (Dilettanti)

Cronoscalata Gardone Val Trompia-Prati di Caregno
Coppa Collecchio
- 1990 (Malvor, una vittoria)

2ª prova Trofeo dello Scalatore (Bedollo > Lago Santo)
- 1994 (Dilettanti)

Cronoscalata Gardone Val Trompia-Prati di Caregno
Gran Premio Colli Rovescalesi
Classifica generale Sei Giorni del Sole
- 1996 (Dilettanti)

Zanè-Monte Cengio
Ciriè-Pian della Mussa
1ª tappa Giro della Valle d'Aosta (Issogne > Ville-sur-Sarre)
- 1997 (Dilettanti)

Memorial Luigi Bocca
Classifica generale Giro della Brianza
- 1998 (Dilettanti)

Bassano-Monte Grappa
Trofeo Matteotti - Marcialla
Trofeo Internazionale Bastianelli
Chur-Arosa
Ruota d'Oro - Festa del Perdono
Coppa Pinot La Versa
Classifica generale Giro della Brianza

### Altri successi
- 2001 (Selle Italia, una vittoria)

Trittico Lombardo

## Piazzamenti

### Grandi Giri
- Giro d'Italia

2001: ritirato (alla 8ª tappa)
2003: 78º
- Vuelta a España

1993: 57º

### Classiche monumento
- Milano-Sanremo

1993: 115º
- Giro di Lombardia

1989: 23º
1990: 48º
1991: 104º
1993: 27º
2001: 53º
2005: 24º